# John Kinkead
John Henry Kinkead, né le 10 décembre 1826 et mort le 15 août 1904, est un homme politique républicain américain. Il est gouverneur du Nevada entre 1879 et 1883, puis gouverneur du district de l'Alaska entre 1884 et 1885.

## Sources
- (en) Cet article est partiellement ou en totalité issu de l’article de Wikipédia en anglais intitulé « John Henry Kinkead » (voir la liste des auteurs).